# Patti Wicks
Patti Wicks, nome d'arte di Patricia Ellen Chappell (Islip, 24 febbraio 1945 – West Palm Beach, 7 marzo 2014), è stata una cantante e pianista di jazz statunitense, attiva soprattutto nella scena musicale di New York e della Florida.

## Biografia
Wicks iniziò a suonare il pianoforte all'età di tre anni e successivamente frequentò la Crane School of Music alla State University of New York at Potsdam. Influenzata da Bill Evans, ha iniziato a esibirsi professionalmente e si è trasferita a New York, dove ha suonato in piccoli formazioni. Ha diretto anche un suo trio, con bassisti come Sam Jones, Richard Davis, Brian Torff, e Mark Dresser, e con i batteristi Curtis Boyd, Louis Hayes, Mickey Roker, e Alan Dawson. Negli anni '70 si è trasferita in Florida, dove ha lavorato, tra gli altri, con Clark Terry, Larry Coryell, Frank Morgan, Ira Sullivan, Flip Phillips, Anita O'Day, Rebecca Parris, Roseanna Vitro e Giacomo Gates. Inoltre ha insegnato pianoforte jazz nelle scuole superiori e ha tenuto lezioni private. Nel 1997 ha pubblicato il suo album di debutto Room at the Top: The Patti Wicks Trio'; è stata anche ospite del programma "Piano Jazz" di Marian McPartland. Ha partecipato a dieci sessioni di registrazione jazz dal 1997 al 2010.
Secondo Allmusic, Patti Wicks era dal punto di vista della vocalità nel mood stilistico di Jeri Southern, Nina Simone e Shirley Horn, mostrando, nonostante un'estensione piuttosto limitata, doti interpretative di pregevole fattura.

## Discografia (parziale)
- 1997: Room at the Top
- 2003: Love Locked Out, con Joe LaBarbera e Keter Betts
- 2004: Basic Feeling - Jazzmates Feat. Patti Wicks & Claudio Chiara
- 2007: Italian Sessions, con Gianni Basso, Giovanni Sanguineti, Giovanni Gullino
- 2008: It’s a Good Day, con Giovanni Sanguineti, Giovanni Gullino
- 2009: Dedicated To, con Scott Hamilton, Giovanni Sanguineti, Giovanni Gullino